# 查爾斯·愛德華茲
查爾斯·彼得·奇普·愛德華茲（英語：Charles Peter Keep Edwards，1969年10月1日—），是一位英國舞台劇和電視劇演員，較知名的演出包括在《唐頓莊園》中飾演新聞編輯邁克爾·格雷森和在《亨利九世》中飾演亨利九世。2022年，愛德華茲將會於《魔戒：力量之戒》飾演凱勒布理鵬。

## 外部連結
- 查爾斯·愛德華茲在互联网电影资料库（IMDb）上的資料（英文）